# D's Garage21
『D's Garage21』（ディーズガレージにじゅういち）とは、1999年4月7日から2001年3月28日までテレビ朝日で放送されていたバラエティ番組である。放送時間は毎週水曜 25:30 - 26:00。
この項目では、2001年4月4日から2002年9月25日まで同局で放送されていた後継番組『D's garage』についても触れる。

## 概要
「21世紀を担うクリエーターを発掘する」をコンセプトにして行われていた深夜番組で、デジタルメディア作品とそれに関する企画を募集してはその応募作品を紹介したり、新企画の商品化を目指したりしていた。また、製作中あるいは既製の商業作品・製品などもタイアップのような形で紹介していた。
番組が募集していたのは主にコンピュータグラフィックス作品やゲームソフトのシナリオ・企画などで、デジタルメディアに関するものなら良いというスタンスであった。番組とのタイアップ商品を使用した作品を募集したこともある。応募されたCGアニメーション作品は、テレビ朝日が全放送を終了した後に流すフィラー映像に使われた（2005年頃まで）。
番組が紹介した作品に『アナザヘヴン〜memory of those days〜』やテライユキ、ワンダースワン用ゲームソフト『たねをまく鳥』や『SIMPLE1500シリーズVol.53 THE ヘリコプター』がある。紹介したクリエーターはあさをゆうじ、富岡聡（『ウサビッチ』監督）など。
番組は2001年3月に同タイトルでの放送を終了し、後継番組『D's garage』へとリニューアルした。このリニューアルで、新レギュラーの菊川怜と藤本綾が司会に就いた。また内容も、既に活躍しているデジタルメディア関係のクリエーターにインタビューする企画がメインになり、作品紹介はサブへと回された。

## D's Garage21

### 出演者
- 伊藤裕子
- 桃井はるこ
- 渡辺浩弐
- 川北桃子（当時テレビ朝日アナウンサー）

### ナレーター
- 真地勇志

### オープニングテーマ
- theme from flo jack （M-flo）

### エンディングテーマ
- そして目が覚めたら･･･ 〜3 Little Nights〜 （傳田真央、2000年11月22日 - ）

## D's garage

### 出演者
- 菊川怜
- 藤本綾

### オープニングテーマ
- MORE MAGIC MORE MUSIC （KOHKI）

### エンディングテーマ
- Silince （K.、2001年4月4日 - ）
- 夢で逢えたら（keyco、2001年8月29日 - ）
- ベル（YOGURT-pooh、2001年10月3日 - ）
- 灰色の雲が近づいている（空気公団、2002年4月3日 - ）

### 放送局
| 放送対象地域 | 放送局           | 系列           | 放送日時                                                                                      | 備考         |
| ------------ | ---------------- | -------------- | --------------------------------------------------------------------------------------------- | ------------ |
| 関東広域圏   | テレビ朝日       | テレビ朝日系列 | 水曜 26:14 - 26:44 水曜 26:21 - 26:51 （2001年10月以降） 水曜 26:11 - 26:41 （2002年4月以降） | 製作局       |
| 北海道       | 北海道テレビ     | テレビ朝日系列 | 木曜 25:29 - 25:59                                                                            | 途中打ち切り |
| 宮城県       | 東日本放送       | テレビ朝日系列 | 水曜 25:54 - 26:24                                                                            | 途中打ち切り |
| 秋田県       | 秋田朝日放送     | テレビ朝日系列 | 木曜 24:59 - 25:29 月曜 16:30 - 17:00 （2001年10月以降）                                      |              |
| 石川県       | 北陸朝日放送     | テレビ朝日系列 | 土曜 25:55 - 26:25 月曜 25:56 - 26:26 （2001年10月以降） 土曜 06:00 - 06:30 （2002年4月以降） |              |
| 静岡県       | 静岡朝日テレビ   | テレビ朝日系列 | 火曜 25:29 - 25:59 木曜 26:01 - 26:31 （2001年10月以降）                                      | 途中打ち切り |
| 中京広域圏   | 名古屋テレビ     | テレビ朝日系列 | 火曜 26:57 - 27:27 火曜 27:02 - 27:32 （2001年10月以降）                                      | 途中打ち切り |
| 近畿広域圏   | 朝日放送         | テレビ朝日系列 | 水曜 26:40 - 27:10 水曜 26:36 - 27:06 （2001年10月以降） 木曜 26:11 - 26:41 （2002年4月以降） |              |
| 広島県       | 広島ホームテレビ | テレビ朝日系列 | 火曜 26:25 - 26:55                                                                            | 途中打ち切り |
| 福岡県       | 九州朝日放送     | テレビ朝日系列 | 月曜 05:30 - 06:00 日曜 05:30 - 06:00 （2001年10月以降）                                      |              |
| 長崎県       | 長崎文化放送     | テレビ朝日系列 | 火曜 24:55 - 25:25                                                                            | 途中打ち切り |
| 大分県       | 大分朝日放送     | テレビ朝日系列 | 水曜 25:52 - 26:22                                                                            | 途中打ち切り |
| 沖縄県       | 琉球朝日放送     | テレビ朝日系列 | 木曜 26:30 - 27:00 木曜 26:06 - 26:36 （2001年10月以降）                                      | 途中打ち切り |